# دکه المیعون

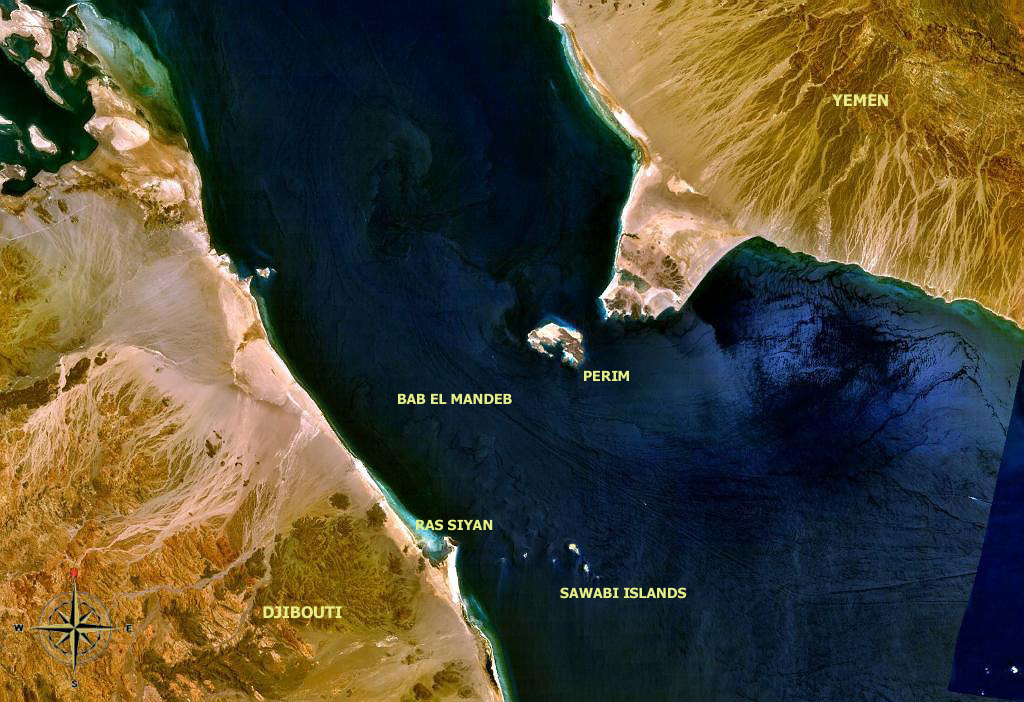
محدوده باب‌المندب.

دکة المیعون (انگلیسی: Dact-el-Mayun) که به آن تنگه غربی و تنگه بزرگ هم گفته می‌شود، قسمت شرقی تنگه‌های باب‌المندب است که راس منهلی در یمن، واقع در شبه جزیره عربستان را از راس سیان در جیبوتی در شاخ آفریقا جدا می‌کند. 
پهنای این تنگه حدود ۲۶ کیلومتر و ژرفای آن ۳۱۰ متر است. جزیره پریم یمن تنگه باب‌المندب را به ترتیب به دو کانال باب اسکندر و دکة المیعون تقسیم می‌کند.
نزدیک به کرانه‌های آفریقا گروهی از جزایر کوچکتر واقع شده‌است که به هفت برادر معروف هستند.